# Erika Glässner
Erika Glässner (28 de febrero de 1890- 21 de julio de 1959) fue una actriz teatral y cinematográfica alemana, activa principalmente en la época del cine mudo.

## Biografía
Su nombre completo era Marie Johanna Erika Glässner, y nació en Erfurt, Alemania, siendo su padre el pintor Gottfried Glässner. Su hermano fue el cantante de ópera Kurt Glässner. En su juventud, Glässner recibió clases de ballet, debutando como bailarina en 1910 en el Stadttheater de Erfurt. En años posteriores trabajó como actriz y bailarina en teatros Olbernhau, Halberstadt y Fráncfort del Meno. Actuó por vez primera en Berlín en 1914, en el Berliner Lustspielhaus.
A partir del año 1915 asumió papeles de reparto en producciones cinematográficas mudas, interpretando a menudo a atrevidas seductoras, como fue el caso del film Tragödie der Liebe, protagonizado por Emil Jannings. En 1926 ella se casó con el político Arnold Kalle.
Aunque sus papeles fueron reduciéndose con el paso de los años, Erika Glässner trabajó muchos años en el cine, siguiendo también ocupada como actriz teatral, centrándose más en la interpretación de personajes como tías severas y suegras.
Pasada la Segunda Guerra Mundial, trabajó únicamente en dos producciones cinematográficas de Deutsche Film AG, en las cuales interpretó a distinguidas ancianas. Tras fallecer su esposo, Erika Glässner se estableció en marzo de 1956 en Gießen, Alemania, donde se suicidó en el año 1959.

## Filmografía
- 1915 : Der moderne Paris oder: Der Herr Apotheker heiratet
- 1916 : Spiel im Spiel
- 1916 : Werner Krafft
- 1916 : Ein nettes Pflänzchen
- 1916 : Das Wäschermädel Seiner Durchlaucht
- 1916 : Paulchen Semmelmann
- 1917 : Onkelchens Liebling
- 1918 : Katinka
- 1919 : Die Gespenster von Garden Hall
- 1919 : Moral und Sinnlichkeit
- 1919 : Die Sünderin
- 1919 : Aus eines Mannes Mädchenjahren
- 1920 : Der Riesenschmuggel
- 1920 : Ferréol
- 1920 : Die drei Tänze der Mary Wilford
- 1920 : Die tote Stunde
- 1920 : Die sieben Gesichter
- 1921 : Die rote Hexe
- 1921 : Der Liebeskorridor
- 1921 : Der Roman eines Dienstmädchens
- 1921 : Die Jagd nach der Wahrheit
- 1921 : Der Gang durch die Hölle
- 1922 : Ihr Kammerdiener
- 1922 : Die Kreutzersonate
- 1923 : Tragödie der Liebe
- 1924 : Das Geheimnis der Schrift
- 1924 : Die Tragödie einer Frau
- 1924 : Das verbotene Land
- 1924 : Vier Nächte einer schönen Frau
- 1925 : Heiratsschwindler
- 1925 : Die Blumenfrau vom Potsdamer Platz
- 1926 : Menschen untereinander
- 1926 : Die Wiskottens
- 1927 : Familientag im Hause Prellstein
- 1927 : Einbruch
- 1928 : Kinder der Straße
- 1929 : Gestörtes Ständchen
- 1930 : Die lustigen Musikanten
- 1930 : Zwei Krawatten
- 1931 : Der Hochtourist
- 1931 : Vater geht auf Reisen
- 1932 : Das Mädel vom Montparnasse
- 1932 : Was wissen denn Männer?
- 1933 : Madame wünscht keine Kinder
- 1933 : Gruß und Kuß Veronika
- 1933 : Das verliebte Hotel
- 1934 : Heinz im Mond
- 1934 : Besuch am Abend
- 1934 : Punks kommt aus Amerika
- 1934 : Schön ist es, verliebt zu sein
- 1935 : Pygmalion
- 1935 : Ein ganzer Kerl
- 1935 : Der ahnungslose Engel
- 1935 : Kater Lampe
- 1936 : Der müde Theodor
- 1936 : Hummel - Hummel
- 1937 : Sparkasse mit Likör
- 1937 : Millionäre
- 1938 : Die Pfingstorgel
- 1938 : Gastspiel im Paradies
- 1938 : Frauen für Golden Hill
- 1939 : Rosemarie will nicht mehr lügen
- 1940 : Links der Isar – rechts der Spree
- 1941 : Aufruhr im Damenstift
- 1943 : Warum lügst du, Elisabeth?
- 1951 : Corinna Schmidt
- 1951 : Karriere in Paris